# Adam Stanheight
Adam Stanheight es uno de los personajes principales de la saga de películas Saw, creada por James Wan y Leigh Whannell, cuyas principales características son la temática original que el asesino utiliza para justificar sus crímenes, la trama entrañada y un final sorprendente. La primera película de Saw fue estrenada en 2004 y desde ese momento se siguen estrenando secuelas de la misma cada año.

## Actor
Leigh Whannell, el mismo que creó el personaje de Adam, es el encargado de dar vida al mismo en la primera entrega de la saga.

## Perfil
Adam Faulkner-Stanheight es un fotógrafo freelance contratado por el detective licenciado David Tapp para seguir al Dr. Lawrence Gordon, un oncólogo del que Tapp sospecha que es el Asesino Jigsaw. Adam es secuestrado por la aprendiz de Jigsaw, Amanda Young, y colocado en un juego junto al Dr. Gordon. Adam era el objetivo de Jigsaw por su trabajo como espía, mientras que el Dr. Gordon lo era por su naturaleza fría e indiferente, así como por engañar a su mujer. Los dos hombres están encadenados a tuberías en lados opuestos de un gran cuarto de baño industrial en ruinas, con un aparente cadáver (que sostiene una grabadora y un revólver) en el centro, y reciben instrucciones a través de una cinta de casete. La cinta de Adam le insta a sobrevivir, mientras que la del Dr. Gordon le ordena matar a Adam antes de las seis. Adam descubre una bolsa que contiene dos sierras de arco, que intentan utilizar sin éxito en sus cadenas. El Dr. Gordon deduce que las sierras en realidad están destinadas a sus pies, y posteriormente se da cuenta de que fueron secuestrados por Jigsaw, de quien sabe porque una vez fue sospechoso en el caso. A las seis, desesperado por salvar a su familia, el Dr. Gordon se sierra su propio pie, para horror de Adam, y le dispara con el revólver del aparente cadáver, a pesar de que Adam suplica por su vida. Adam sobrevive al disparo, pero se hace el muerto. Zep Hindle, un celador del hospital del Dr. Gordon, abre la puerta del cuarto de baño. Cuando está a punto de matar al Dr. Gordon, Adam se levanta y mata a golpes a Zep con la tapa de un retrete, creyendo que es Jigsaw y, por tanto, responsable de su secuestro. El Dr. Gordon se arrastra en busca de ayuda, prometiendo volver por Adam. Mientras busca una llave en el cuerpo de Zep, Adam encuentra una grabadora que revela que Zep también era una víctima del juego y que seguía instrucciones de Jigsaw para obtener un antídoto para un veneno de acción lenta en su torrente sanguíneo. Al final de la cinta, el cadáver aparente se levanta y resulta ser John Kramer, el verdadero Jigsaw. Cuando Adam intenta dispararle, Jigsaw le incapacita con una descarga eléctrica y cierra la puerta del baño, diciéndole a Adam "Se acabó el juego" y dejándole morir. En Saw II, se ve el cadáver de Adam (junto con el de Zep), lo que revela que murió algún tiempo después de los sucesos de Saw. En Saw III, se revela que Amanda lo asfixió con una bolsa de plástico en un asesinato piadoso, aunque este intentaba suicidarse, golpeándose la cabeza contra la tubería.
El nombre de Adam aparece en Saw V, cuando el agente especial Peter Strahm examina los documentos del FBI sobre posibles víctimas de Jigsaw. Su nombre aparece como "Adam Stanheight". Adam también aparece en imágenes de archivo en Saw VI y Saw 3D.
El cadáver en descomposición de Adam se ve en Saw II, Saw III, Saw 3D y en la escena poscréditos de Saw X. En Saw II: Carne y Sangre, se menciona a Adam en los archivos y cintas de audio de Tapp como contratado por uno de los colegas de Tapp para demostrar que su mujer tenía una aventura, dando a entender que esa fue la razón por la que Tapp le contrató.

## Su apellido
Supuestamente su apellido es Stanheight, pero como es revelado en un sobre de Saw V, es Faulkner, o lo que puede ser otra víctima. Otra curiosidad es que el nombre de “Adam Faulkner” aparece como víctima de Jigsaw en los expedientes, pero supuestamente el juego del baño industrial nunca fue encontrado.

## Apariciones
- Saw
- Saw II (flashback y cadáver)
- Saw III (flashback y cadáver)
- Saw 3D (flashback y cadáver)
- Saw X (cadáver)

## Doblaje
- Xavier Fernández es el encargado de doblar la voz de Adam.
- René García es el encargado de doblar la voz de Adam para Hispanoamérica.

- Datos: Q8188016